# Nauczyciel wspomagający
Nauczyciel współorganizujący kształcenie uczniów z niepełnosprawnościami (potocznie nauczyciel wspomagający, choć nazwa ta nie występuje i nigdy występowała w żadnym dokumencie prawa oświatowego w Polsce) – wykwalifikowany nauczyciel, którego głównym celem jest wsparcie uczniów z orzeczeniem o potrzebie kształcenia specjalnego ze względu na ich niepełnosprawność intelektualną lub fizyczną, czasem także sprzężoną oraz mogące występować u nich niedostosowanie społeczne (m.in. brak umiejętności nawiązywania relacji z osobami dorosłymi i rówieśnikami na poziomie społecznie akceptowalnym). Nauczyciel ten wspiera swoich podopiecznych w procesie edukacyjnym podczas zajęć szkolnych i poza nimi (np. wycieczki klasowe). Pomimo tego, że zasadniczo sam nie prowadzi zajęć lekcyjnych, uznawany jest za pełnoprawnego nauczyciela i członka rady pedagogicznej.
Nauczyciel współorganizujący jest zatrudniany w przedszkolach i szkołach ogólnodostępnych (w tym także tych integracyjnych).

## Główne obowiązki nauczyciela współorganizującego kształcenie
Do głównych zadań nauczyciela współprganizujacego kształcenie uczniów z niepłnosprawnościami należą:
- aktywne uczestnictwo w lekcjach prowadzonych przez innego nauczyciela; objaśnianie poleceń, pomoc w notowaniu, motywowanie i aktywizacja ucznia oraz wspieranie go w skupieniu uwagi;
- modyfikowanie metod i formy pracy w celu ułatwienia uczniowi przyswajania wiedzy i umiejętności, np. poprzez upraszczanie instrukcji poleceń;
- wspieranie rozwoju emocjonalnego i społecznego ucznia;
- współpraca ze specjalistami, takimi jak m.in. pedagog, pedagog specjalny, czy psycholog;
- pomoc przy tworzeniu dokumentacji na temat ucznia: Indywidualny Program Edukacyjno-Terapeutyczny (IPET) i Wielospecjalistyczna Ocena Poziomu Funkcjonowania Ucznia (WOPFU);
- prowadzenie indywidualnych zajęć rewalidacyjnych;
- prowadzenie bieżącej dokumentacji dotyczącej pracy z uczniem;
- stały kontkat z rodzicami/opiekunami prawnymi ucznia

## Kwalifikacje
Nauczyciele współorganizujący muszą legitymować się oprócz posiadanego przygotowania pedagogicznego, również dyplomem potwierdzającym ukończenie przez nich studiów z pedagogiki specjalnej (5-letnie studia magisterskie lub studia podyplomowe z dziedziny wchodzącej w skład pedagogiki specjalnej, przede wszystkim oligofrenopedagogiki).

## Podstawa prawna
Podstawą prawną regulującą zasady pracy nauczycieli współorganizujących jest Rozporządzenie Ministra Edukacji Narodowej z 9 sierpnia 2017 r. w sprawie warunków organizowania kształcenia, wychowania i opieki dla dzieci i młodzieży niepełnosprawnych, niedostosowanych społecznie i zagrożonych niedostosowaniem społecznym (Dz.U. z 2017 r. poz. 1578). Według polskiego prawa zatrudnianie nauczyciela współorganizującego jest możliwe w przedszkolach, szkołach podstawowych i ponadpodstawowych.

## Etat nauczyciela współorganizującego kształcenie
Etat nauczyciela współorganizującego kształcenie uczniów z niepełnosprawnościami, który zaliczany jest do grona specjalistów wynosi 20 godzin lekcyjnych tygodniowo, wchodzących w skład całego pensum (o dwie godziny więcej niż u nauczyciela ściśle tablicowego).

## Przydział godzin
Organ prowadzący szkołę zatwierdza arkusz organizacyjny placówki, ale nie ma uprawnień do samodzielnego zmieniania liczby godzin nauczyciela współorganizującego. O ich przydziale decyduje dyrektor szkoły lub przedszkola na podstawie wydanych przez poradnię psychologiczno-pedagogiczną, orzeczeń o potrzebie kształcenia specjalnego. Dyrektor nie może przydzielić dziecku mniejszej liczby zajęć w klasie lub indywidualnej rewalidacji z nauczycielem współorganizującym kształcenie, niż wynika to z orzeczenia. Liczba takich godzin może być zmniejszona lub zwiększona decyzją dyrektora, która poparta jest pisemną prośbą rodziców/opiekunów prawnych ucznia, a w przypadku ucznia pełnoletniego także za jego aprobatą. Jednak przy chęci zwiększenia wymiaru zajęć dla uczniów, trzeba uzyskać zgodę organu prowadzącego. Orzeczenia wydawane przez poradnie psychologiczno-pedagogiczne nakładają na szkołę i organ prowadzący, obowiązek realizacji zawartych w nich zaleceń. Natomiast wydawane opinie są jedynie zaleceniami dla szkoły i organu prowadzącego, co powoduje większą dowolność w ich realizacji. Opinia nie może zawierać decyzji o przyznaniu uczniowi pomocy w postaci nauczyciela współorganizującego.
Nauczyciel współorganizujący może być przydzielony do więcej niż jednego dziecka z orzeczeniem w danej placówce, jednak uczniowie ci nie mogą być przypisani do tej samej grupy lub klasy.

## Nauczyciel współorganizujący kształcenie a pomoc nauczyciela
Nauczyciel współorganizujący kształcenie a pomoc nauczyciela to dwie różne funkcje, choć obie mają na celu wspieranie uczniów, w tym tych z niepełnosprawnościami. Ich kompetencje są niekiedy mylone. Główna różnica polega na tym, że nauczyciel współorganizujący to pedagog specjalny, który współprowadzi lub prowadzi zajęcia dydaktyczne i oceniania postępy przydzielonych mu uczniów. Natomiast pomoc nauczyciela zajmuje się głównie czynnościami organizacyjno-porządkowymi i wsparciem w opiece nad uczniami (w tym czynnościami dotyczącymi higieny osobistej itp.) bez przypisania do danego dziecka, ale do całej grupy lub klasy. Osoba pracująca na stanowisku pomocy nauczyciela nie musi posiadać studiów i może legitymować się wykształceniem średnim, zawodowym lub nawet podstawowym. Zatrudniana jest na podstawie umowy o pracę. W wielu szkołach i przedszkolach zadania pomocy nauczyciela przydzielane są pracownikom niepedagogicznym należącym do personelu sprzątającego.